# Thomas Paulsamy
Thomas Paulsamy (* 2. August 1951 in N. Poolampatty, Tamil Nadu) ist ein indischer Geistlicher und römisch-katholischer Bischof von Dindigul.

## Leben
Thomas Paulsamy besuchte die Grundschule und die weiterführende Schule in N. Poolampatty. Anschließend studierte er Philosophie und Katholische Theologie am Priesterseminar St. Paul in Tiruchirappalli. Daneben erlangte er einen Master of Arts in englischer Literatur. Am 25. Mai 1977 empfing er durch den Bischof von Tiruchirappalli, Thomas Fernando, das Sakrament der Priesterweihe für das Bistum Tiruchirappalli.
Nach der Priesterweihe war Paulsamy zunächst als Pfarrvikar der Kathedrale St. Mary in Tiruchirappalli (1977–1979) und der Pfarrei Seven Dolours in Palaiyakoil (1979–1980) tätig. Von 1980 bis 1985 war er Pfarrer der Pfarrei St. Aloysius in Kosavapatty und von 1985 bis 1986 der Pfarrei St. Joseph the Worker in Kailasapuram. Anschließend wirkte er als Pfarrer der Pfarrei St. Joseph in Dindigul und als Dechant des Dekanats Dindigul. Von 1992 bis 1993 absolvierte Paulsamy ein Sabbatjahr in den USA und erwarb nach weiterführenden Studien an der Maryknoll School of Theology in New York City einen Master of Theology. Nach der Rückkehr in seine Heimat war er zunächst Pfarrer der Pfarrei St. Francis Xavier in Malayadipatti, bevor er 1995 Pfarrer der Basilika Holy Redeemer in Palakarai wurde. Von 2002 bis 2004 war Paulsamy Pfarrer der Kathedrale St. Mary in Tiruchirappalli und Dechant des Dekanats Tiruchirappalli. Danach wirkte er als Pfarrer der Pfarreien Our Lady of Dolours in Nanjur (2004–2005) und Our Lady of Fatima in Fathimanagar (2005–2007). Von 2007 bis 2015 fungierte er als Generalvikar des Bistums Tiruchirappalli. Ab 2015 war Paulsamy Pfarrer der Pfarrei St. Anthony in Kallukuzhy. Darüber hinaus gehörte er zeitweise dem Priesterrat, dem Konsultorenkollegium und dem Diözesanvermögensverwaltungsrat des Bistums Tiruchirappalli sowie dem Vorstand der Tiruchirapalli Multipurpose Social Service Society (TMSSS) an.
Am 11. April 2016 ernannte ihn Papst Franziskus zum Bischof von Dindigul. Die Bischofsweihe spendete ihm der Apostolische Nuntius in Indien, Erzbischof Salvatore Pennacchio, am 22. Mai desselben Jahres auf dem Gelände der Saint Mary’s Higher Secondary School in Dindigul. Mitkonsekratoren waren der Erzbischof von Madurai, sein Amtsvorgänger Antony Pappusamy, und der Bischof von Tiruchirapalli, Antony Devotta. Paulsamy wählte den Wahlspruch Peace through our hearts („Frieden in unseren Herzen“).
In der regionalen Bischofskonferenz von Tamil Nadu fungiert Thomas Paulsamy zudem seit 2017 als Vorsitzender der Kommission für die Scheduled Castes und die Scheduled Tribes.